# Cleon van Sicilië
Cleon van Sicilië (Sicilië,  – Gela, 4e eeuw v.Chr.) was een hoveling aan het Hof van Alexander de Grote, koning van Macedonië. Cleon volgde Alexander op diens veldtocht naar Perzië.

## Levensloop
De Romeinse senator Quintus Curtius Rufus schreef een levensverhaal over Alexander de Grote. Rufus vermeldt een zekere Cleon in Alexanders hofhouding. Cleon was afkomstig van Sicilië, dat een deel was van Magna Graecia of Groot-Griekenland. Cleon was een van de vleiers. Samen met Agis van Argos moest Cleon de hovelingen en alle Grieken ervan overtuigen Alexander als een godheid te vereren. Hij leerde hen de proskynesis uit te voeren, een rituele knieval voor een Perzische god.
Het verhaal gaat dat Cleon een uiteenzetting deed hoe een Perzische god te aanbidden, en dus Alexander de Grote. Alexander luisterde hen af vanachter een gordijn in de tent. Cleon zei dat hij als eerste deze goddelijke eer zou bewijzen. Callisthenes vermaande Cleon en zei dat een heerser van Macedonië pas vereerd mocht worden nadat die gestorven was. De aanwezige Macedoniërs gingen akkoord. Alexander, die alles gehoord had, kwam binnen in de tent. Hij gaf het bevel dat de goddelijke aanbiddingen voor hem enkel geleverd mochten worden door niet-Grieken.